# Afrobrunnichia africana
Afrobrunnichia africana är en slideväxtart som först beskrevs av Friedrich Welwitsch, och fick sitt nu gällande namn av Hutch. & Dalz.. Afrobrunnichia africana ingår i släktet Afrobrunnichia och familjen slideväxter. Inga underarter finns listade i Catalogue of Life.